# Salin-de-Giraud
Salin-de-Giraud es una comuna en el departamento de Bouches-du-Rhône (cantón d'Arles-Ouest), a unos 40 kilómetros del centro de Arlés.

Se encuentra el sureste del delta del Camargue. Situado en la orilla derecha de Rhône. Cuenta con aproximadamente 2.080 habitantes.

## Historia
Salin-de-Giraud fue creado en 1856 tras la implantación de la sociedad Merle en la zona. Esta sociedad de explotación de la sal era la encargada de producier la sal necesaria para la fábrica química de Salindres para la producción de soda cáustica.

### Comuna
Hasta 2008 era considerado un pueblo situado dentro del territorio de la comuna de Arlés.
Los habitantes de Salin-de-Giraud habían solicitado la autonomía en 6 ocasiones: en 1904, 1945, 1947, 1971, 1982 y 2001. Esta última siendo realizada por el diputado-alcalde de Saintes-Maries-de-la-Mer, Roland Chassain, pero sin llegar a ser aceptada.
En carta del 15 de febrero de 2007, el ministro delegado a las colectividades territoriales, Brice Hortefeux, autorizó la emancipación administrativa de Salin-de-Giraud, consiguiendo de esta manera la independencia de Arlés. Desde 2008, Salin-de-Giraud se convierte en la 120 comuna des Bouches-du-Rhône, siendo además la séptima en cuanto a tamaño.

## Actividad económica

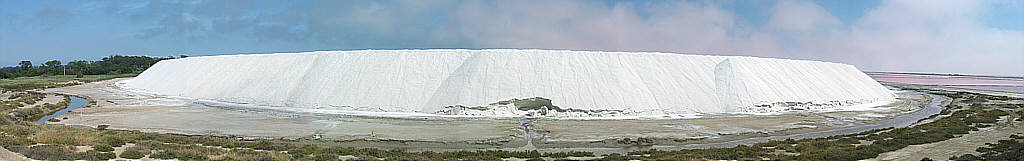
Montaña de sal o camelle en Salin-de-Giraud.

- Explotación de la sal (grupo des Salins du Midi) : cerca de un millón de toneladas de cloruro de sodio al año.
- Industria química (grupo Solvay) desde 1896.
- Turismo.